# Dion van Syracuse
Dio(n) (Grieks Dioon) van Syracuse (± 410 – 354 v.Chr.) was eerst de zwager en later de schoonzoon van de tiran Dionysius I, wiens adviseur hij ook was.
Tijdens het eerste verblijf van Plato in Syracuse (388 v.Chr.) raakte Dio volledig in de ban van de filosoof, en bleef voor de rest van zijn leven diens geestdriftige bewonderaar. Toen Dionysius II in 367 v.Chr. zijn overleden vader opvolgde probeerde Dio met zijn waardevol advies ook een gunstige invloed uit te oefenen op het beleid van de jonge tiran. Daartoe nodigde hij Plato voor de tweede maal uit naar Syracuse te komen, om daar zijn staatkundige theorieën in praktijk te brengen. Het politieke experiment was echter tot mislukken gedoemd: Dio zelf viel na een woordenwisseling in ongenade en werd verbannen, Plato verliet teleurgesteld Syracuse.
Tijdens zijn ballingschap bezocht Dio Athene, Sparta en vele andere steden in het Griekse moederland. In 360 v.Chr. had hij in Olympia een nieuwe ontmoeting met Plato, die net van zijn derde reis naar Syracuse was teruggekeerd. Van deze vernam hij dat hij van de kant van Dionysius II niets goeds meer te verwachten had. Dio besloot toen desnoods met geweld naar zijn vaderstad terug te keren en slaagde er in de herfst van 357 v.Chr. inderdaad ook in met de steun van een klein legertje getrouwen Syracuse te bezetten. Door de bevolking werd hij als bevrijder onthaald. Dionysius verschanste zich op het eilandje Ortygia, waar hij nog tot eind 355 v.Chr. weerstand bood. Daarna zocht hij een toevlucht in Locri.
Dio overleefde zijn succes slechts korte tijd. Om zijn politieke tegenstanders de baas te blijven zag hij zich spoedig gedwongen zelf als een tiran op te treden. In 354 v.Chr. werd hij verraden en op bevel ter dood gebracht door een vermeende vriend.